# Notstandsgesetze (Deutschland)

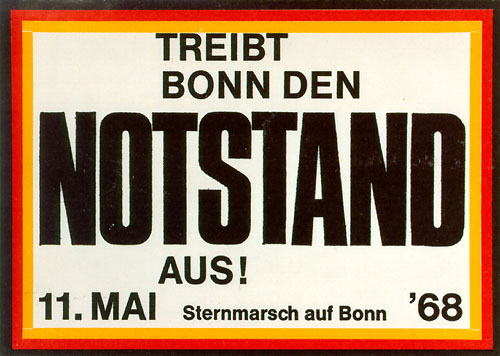
Demonstrationsaufruf aus Berlin

Notstandsgesetze sind die ihnen zugrundeliegenden Grundgesetzänderungen, verabschiedet am 30. Mai 1968 vom Deutschen Bundestag und am 14. Juni vom Bundesrat. Bundespräsident Lübke unterzeichnete sie am 27. Juni 1968. Voran gingen zum Teil gewalttätige Proteste der damaligen Außerparlamentarischen Opposition.
Bereits Ende der 1950er Jahre wurden eine Reihe von Notstandsgesetzen verabschiedet, für die keine Änderung des Grundgesetzes notwendig war. Die Notstandsgesetze sind vorgesehen für den Fall von Krisensituationen, Naturkatastrophe, Aufstand oder Krieg.
Die anwendungsbezogenen Regeln sind in den Gesetzen zur Sicherstellung und Vorsorge und darauf aufbauenden Verordnungen verankert, z. B. dem Wirtschaftssicherstellungsgesetz und der darauf aufbauenden Verordnung zur Sicherstellung der Wirtschaft. Sie enthalten die Regel, dass sie erst bei Vorliegen des Notstandes angewandt werden dürfen.

## Materieller Inhalt

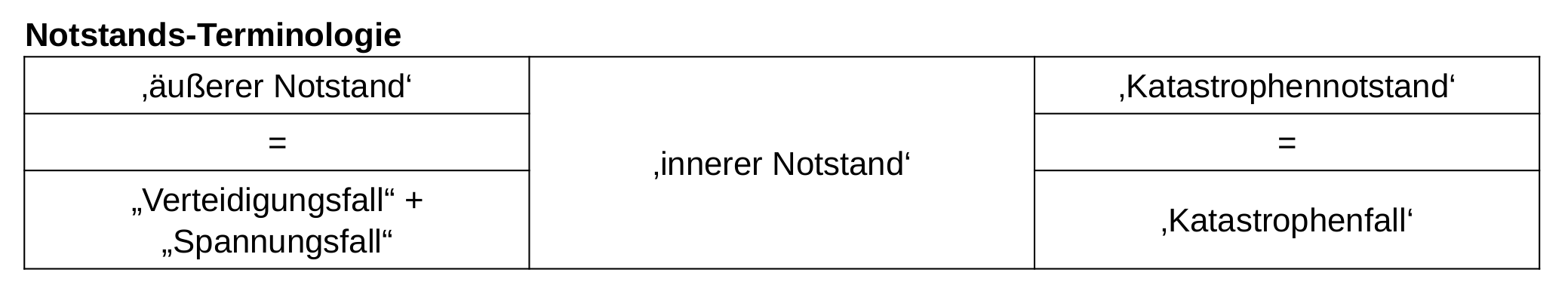
Begriffe für die verfassungsändernden Notstandsgesetzen von 1968.

Die im Siebzehnte[n] Gesetz zur Ergänzung des Grundgesetzes beschlossenen Änderungen lassen sich insgesamt fünf Fallgruppen zuordnen. Die ersten drei Fallgruppen regeln insgesamt vier Notstandslagen in absteigender Schärfe. Die beiden letzten Teile umfassen ergänzende Motive und weitere Einschränkungen von Grundrechten im Zuge der deutschen Notstandsgesetzgebung im Jahre 1968. Diese damals festgeschriebenen Stufen des Notstandes entsprechen der Erkenntnislage dieser Zeit und lauten in Deutschland bis heute wie folgt:
Äußerer Notstand
Er ist der Oberbegriff für seine zwei Ausprägungen, den Spannungsfall, einmal für die Grenze des Friedens zum Krieg oder schlussendlich eskaliert den Verteidigungsfall als die Umschreibung des Kriegszustandes mit dem eigens dafür geschaffenen Notparlament, dem Gemeinsamen Ausschuss.
Innerer Notstand
Er ist die Bezeichnung für die gefährdete oder gestörte verfassungsmäßige Ordnung im Land (ugs. Unruhe oder Aufruhr). In dieser Stufe des Notstandes gibt es keinen drohenden oder tatsächlichen Krieg gegen fremde Mächte.
Katastrophennotstand
Er bezeichnet die Gefährdungs- und Gefahrenlage im Land durch ein Schadenereignis oder Schadensrisiko. Neben den klassischen Ursachen wie natürliche oder technische Unglücke kommen auch negative gesellschaftliche wie politische Ereignisse in Frage, ohne dass ein Krieg im Raume steht. Siehe im Detail: Typologie der Ursachen. Während der COVID-19-Pandemie ab 2020 wurden die Notstandsgesetze nicht aktiviert, eine Debatte hierzu fand in Ansätzen statt.

Die beiden letzten Fallgruppen umfassen:
Grundrechtseinschränkungen
Sie gelten teilweise auch im tiefen Frieden und nicht nur in Notstandslagen sowie
Korrektive im Grundgesetz
Sie dienen zur Besänftigung der Kritik an den Notstandsgesetzen. Das sind Art. 9 Abs. 3 Satz 3 GG in Form des Schutzes von Arbeitskämpfen gegen Maßnahmen des Notstands, ferner der Art. 20 Abs. 4 GG als Widerstandsrecht. Es kann als ein voreingestelltes Widerstandsrecht für das Volk gegen Putschisten oder den autoritär gewordenen Staatsapparat in Bund oder einem Land verstanden werden (ugs. Lizenz zum Aufruhr), also als das Korrektiv gegen die Ausweitung der Befugnisse des Staates im Notstand.

### Wesen desäußeren Notstands

#### „Verteidigungsfall“ und „Spannungsfall“
Die meisten der 28 Grundgesetzänderungen vom 24. Juni 1968 betreffen den sogenannten äußeren Notstand im Verteidigungsfall und im Spannungsfall. Der Verteidigungsfall ist in elf Artikeln des 1968 neu eingefügten und gleichnamigen Abschnittes Xa geregelt, Artikel 115a mit näheren Bestimmungen zu seiner Feststellung im Abschnitt 4 dieses Artikels.
Der Spannungsfall ist ohne Tatbestandsvoraussetzungen im Grundgesetz in Artikel 80a referenziert und dient vorrangig der Herstellung einer erhöhten Verteidigungsbereitschaft. Zu seiner Ausrufung ist ausschließlich der Bundestag befugt.

#### Gemeinsamer Ausschuss
Er besteht nach Artikel 53a GG Abs. 1 Satz 1 zu zwei Dritteln aus Mitgliedern des Bundestages und zu einem Drittel aus solchen des Bundesrates. Er stellt nach Artikel 115e GG Absatz 1 die fehlende Arbeitsfähigkeit der beiden legislativen Staatsorgane selbst fest. Der Gemeinsame Ausschuss tritt nach Artikel 115e GG nur im äußeren Notstand zusammen, er tagt also nicht schon im Spannungsfall. Das folgt aus seiner ausschließlichen Verankerung im Abschnitt Xa des Grundgesetzes (Ausnahme: Artikel 53a GG) und ist vom Gesetzgeber auch ausdrücklich so gewollt.
Der Gemeinsame Ausschuss kann das Grundgesetz nicht ändern.

#### Feststellung des Verteidigungsfalls
Der 1956 eingefügte Artikel 59a Grundgesetz zur Feststellung des Verteidigungsfalls wurde durch Artikel 115a Grundgesetz abgelöst. Er definiert die Tatbestandsvoraussetzung („das Bundesgebiet [wird] mit Waffengewalt angegriffen“), wer ihn beantragt (Bundesregierung) sowie feststellt (Bundestag, Bundesrat stimmt zu) verbunden mit den notwendigen Mehrheiten (jeweils zwei Dritteln). Artikel 115b Grundgesetz zur Kommandogewalt ersetzt den früheren Artikel 65a Absatz II GG und gibt dem Bundeskanzler den Oberbefehl über die Bundeswehr im Verteidigungsfall.

#### Schutz ziviler Einrichtungen
Die Aufgabe ist geregelt im 1968 neu ins Grundgesetz eingefügten Artikel 87a, Absatz 3. Er gibt der Bundeswehr die gesetzliche Grundlage, zivile Einrichtungen (jur.: Objekte) zu sichern, bei Bedarf den Verkehr zu regeln sowie die Polizei zu unterstützen. Der Artikel im GG umfasst beide Stufen des Notstandes, den Verteidigungsfall oder den Spannungsfall.

### Bereich desinneren Notstandes
Er ist in Artikel 91 sowie Artikel 87a Absatz 4 Grundgesetz geregelt. Dabei betrifft Artikel 91 den (landes- und/oder bundes)polizeilich zu bewältigenden ‚inneren Notstand‘ sowie Artikel 87a Absatz 4 den qualifizierten Fall des ‚inneren Notstandes‘, dass „die Polizeikräfte sowie der Bundesgrenzschutz nicht ausreichen“.

#### Der einfacheinnere Notstand(Artikel 91)
Artikel 91 GG wurde dahingehend ergänzt, dass nunmehr
- den Ländern nicht nur möglich ist, die Polizeikräfte anderer Länder, sondern auch den Bundesgrenzschutz (heute: Bundespolizei) anzufordern (Ergänzung in Absatz 1) und zugleich
- die Bundesregierung den Bundesgrenzschutz auch von sich aus einsetzen kann, wenn „das Land, in dem die Gefahr droht, nicht selbst zur Bekämpfung der Gefahr bereit oder in der Lage“ ist (Ergänzung in Artikel 91 Absatz 2 Satz 1[25]
- Außerdem wurde an Absatz 2 folgender Satz 3 angefügt: „Erstreckt sich die Gefahr auf das Gebiet mehr als eines Landes, so kann die Bundesregierung, soweit es zur wirksamen Bekämpfung erforderlich ist, den Landesregierungen Weisungen erteilen; Satz 1 und Satz 2 bleiben unberührt.“[26]

Anders als der „Spannungsfall“ und der „Verteidigungsfall“ bedarf der „innere Notstand“ keiner parlamentarischen Feststellung und auch sonst keiner formellen Verkündung. Die Anordnung der Maßnahmen nach Absatz 2 liegt bei der Bundesregierung; ihre Aufhebung kann vom Bundesrat nach Artikel 91 Absatz 2 Satz 2 GG verlangt werden.

#### Derinnere Notstandnach Art. 87a IV mit Bundeswehr-Einsatz
In dieser Ausprägung des inneren Notstandes sind Bundeswehr-Einsätze im Inneren auf der Grundlage von Art. 35 Abs. 1 zur Amtshilfe sowie Abs. 2 Satz 2 sowie Absatz 3 zum Katastrophennotstand möglich. Zwingend ist es neben den Voraussetzungen von Art. 91 GG erforderlich, dass die Polizeikräfte sowie der Bundesgrenzschutz nicht ausreichen (Artikel 87a Abs. 4)
In dem Zusammenhang lässt sich der Begründung des Rechtsausschusses entnehmen, dass ausschließlich im Falle „organisierter und militärisch bewaffneter Aufständischer“ damit zu rechnen ist, dass „die Polizeikräfte sowie der Bundesgrenzschutz nicht ausreichen“: „Der Rechtsausschuß schlägt vor, den bewaffneten Einsatz der Bundeswehr nur dann zuzulassen, wenn dies zur Bekämpfung von Gruppen militärisch bewaffneter Aufständischer erforderlich ist (Artikel 87 a Abs. 4).“

#### Kritiken
Es könnte gefolgert werden, dass das spezifisch Notständische an den Bestimmungen der Artikel 91 (und 87a Absatz 4) nicht schon die „drohende Gefahr für den Bestand oder die freiheitliche demokratische Grundordnung des Bundes oder eines Landes“ (die auch Tatbestandsvoraussetzung für G 10-Maßnahmen ist (§ 1 Artikel 10-Gesetz), sondern dass dies vielmehr erst die Umstände sind, dass
- „das Land, in dem die Gefahr droht, nicht selbst zur Bekämpfung der Gefahr bereit oder in der Lage“ ist (Artikel 91 Absatz 2)

oder sogar
- „die Polizeikräfte [anderer Länder] sowie der Bundesgrenzschutz nicht ausreichen“, um der Gefahr zu begegnen (Artikel 87a Absatz 4).

Die Gesetzgebungsmaterialien sprechen allerdings (mit variierender Groß- und Kleinschreibung) auch in Bezug auf Artikel 91 Absatz 1 von „Notstand“ – und zwar von „regionalen inneren/Inneren Notstand“.

### Katastrophennotstand
Betrifft der Katastrophennotstand im Sinne des Art. 35 GG Absatz 2 genau ein Bundesland, so darf das betroffene Bundesland die Hilfe von anderen Ländern, der Bundespolizei oder der Bundeswehr anfordern.
Zieht die Katastrophe mehr als ein Bundesland in Mitleidenschaft, kann nach Absatz 3 die Bundesregierung die Hilfe leiten und koordinieren, mit Änderungen des Absatzes 3 von 1972. Nach der Vorgabe des Bundesverfassungsgerichts ist der Einsatz der Bundeswehr nur in eng begrenzten Ausnahmefällen erlaubt. Grund ist, dass sich die Bundeswehr auf ihre eigentliche Aufgabe, die Abwehr der Gefahren von außen, konzentrieren kann. Ferner sind die Aufgaben von Bundeswehr und Polizei strikt getrennt, als klare Abgrenzung zur Staatspraxis des Nationalsozialismus.
Katastrophenfall und Katastrophennotstand sind keine Begriffe aus dem Grundgesetz, sie sind verwendet im Gesetzgebungsverfahren, in der Rechtsprechung und der universitären Lehre.

### Einschränkungen von Grundrechten
Die nachfolgenden vier Grundrechte wurden durch das verfassungsändernde Gesetz vom 24. Juni 1968 betroffen:
- Artikel 10 GG zum Schutz der Vertraulichkeit der Kommunikation unter dem Gesichtspunkt des Abhörens zum Zwecke des Schutzes der „freiheitlichen demokratischen Grundordnung“,
- Artikel 11 GG zur Freizügigkeit,
- Artikel 12 GG zur Berufsfreiheit sowie
- Artikel 19 GG unter dem gleichen Gesichtspunkt zum Schutz des Wesensgehalts der Grundrechte.

#### Postgeheimnis und Rechtsweggarantie (Art. 10 und 19 GG)
Artikel 10 hatte in seiner ursprünglichen Fassung keine unterschiedlichen Absätze und kannte keine telefonische oder postalische Überwachung des Bürgers. 1968 wurde Artikel 10 in zwei Absätze gesplittet – und in Art. 10 II 2 die Möglichkeiten zur Überwachung der Bürger geschaffen, ohne dass die Betroffenen davon erfahren.
Das einschlägige Gesetz dazu ist das Artikel 10-Gesetz – G 10 in der Fassung vom 17. August 2017. 2017 wurden nach Freigabe durch die G 10-Kommission insgesamt 276 Überwachungen nach § 3 G 10 durchgeführt.
Im Rahmen der Notstandsgesetze hat der Staat die Handhabe, bestimmte Überwachungen heimlich durchzuführen, auch wenn es üblich ist, dass jeder Bürger das Recht hat, dagegen vor Gericht zu klagen (Rechtsweggarantie). Technisch wurde diese Ausnahme erreicht, indem Artikel 19 Absatz 4 erweitert wurde (neuer Satz 3), der die Rechtswegegarantie für den Fall der Überwachung aushebelt. Für alle anderen Tatbestände im deutschen Rechtskreis bleibt die Rechtsweggarantie aufrecht, auch im Notstand.

#### Einschränkungen der Freizügigkeit (Artikel 11)
Artikel 11, Absatz 2 wurde an den in folgender Tabelle aufgezeigten Stellen geändert:
| Ursprüngliche Fassung von 1949 | Geänderte Fassung von 1968 |
| --- | --- |
| (2) Dieses Recht darf nur […] eingeschränkt werden, in denen eine ausreichende Lebensgrundlage nicht vorhanden ist und der Allgemeinheit daraus besondere Lasten entstehen würden und in denen es | (2) Dieses Recht darf nur […] eingeschränkt werden, in denen eine ausreichende Lebensgrundlage nicht vorhanden ist und der Allgemeinheit daraus besondere Lasten entstehen würden oder in denen es |
| (nicht geregelt) | zur Abwehr einer drohenden Gefahr für den Bestand oder die freiheitliche demokratische Grundordnung des Bundes oder eines Landes,                                                                  |
| (nicht geregelt) | Naturkatastrophen oder besonders schweren Unglücksfällen, |

Der Jugendschutz und der Schutz vor Straftaten in Artikel 11 Abs. 2 GG alter und neuer Fassung gleichwertig geregelt.
Die in Art. 11 GG verwendeten der Formulierungen finden sich auch wörtlich in den Art. 87a und 91 GG über den inneren Notstand und nahezu wörtlich in Art. 35 Absatz 2 GG über den Katastrophennotstand. Nicht allein die materiellen Tatbestandsmerkmale rechtfertigen Eingriffe in die Freizügigkeit, sondern sie müssen den formellen Voraussetzungen entsprechen, also auf gesetzlicher Grundlagen: durch Gesetz oder auf Grund eines Gesetzes erfolgen (qualifizierter Gesetzesvorbehalt).

#### Berufsfreiheit (Artikel 12 und 12a)

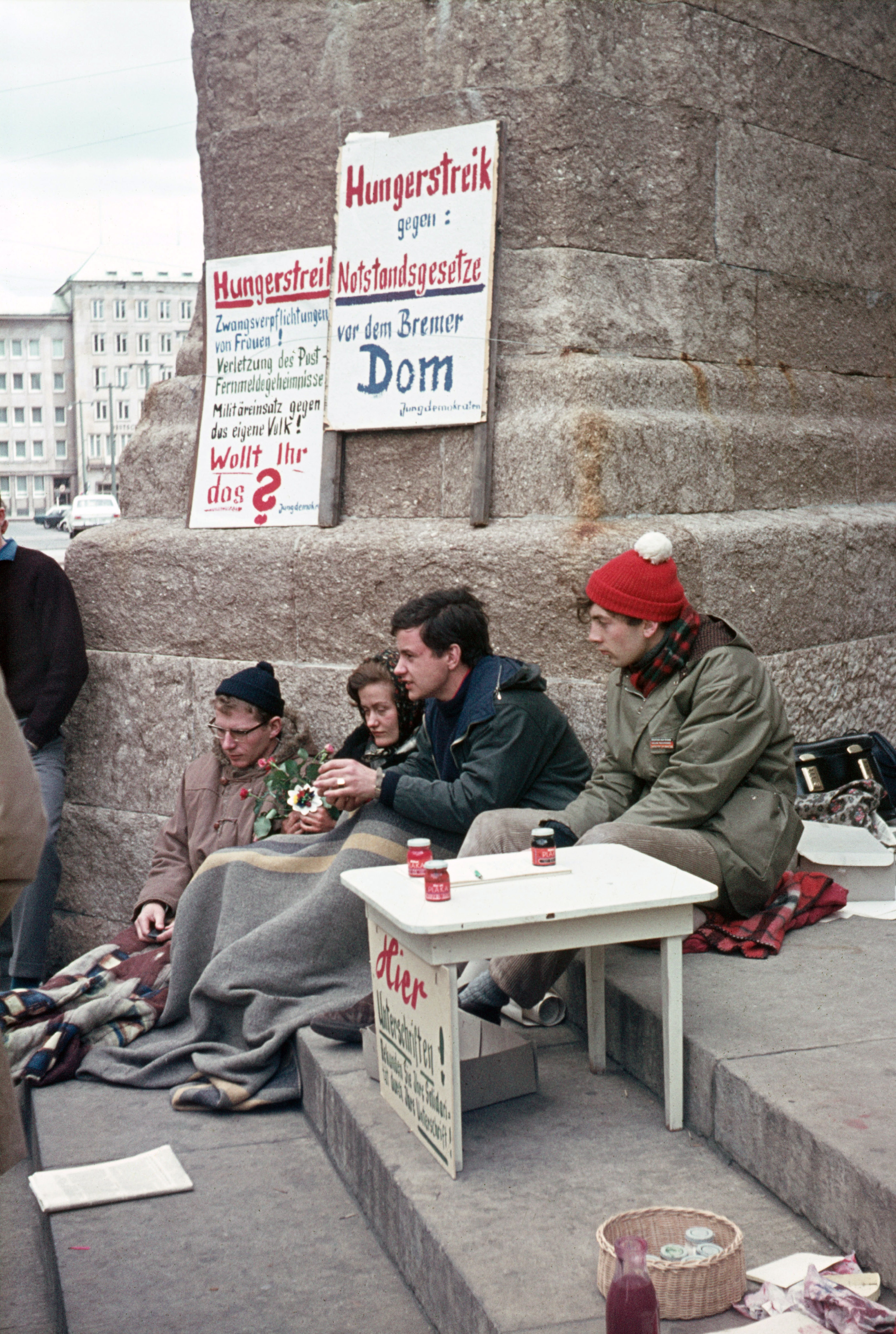
Plakat der Deutschen Jungdemokraten zum Hungerstreik gegen die Notstandsgesetze vor dem Bremer Dom, Mai 1968

Artikel 12 ist von den die Verfassung ändernden Notstandsgesetzen insbesondere durch den neuen Artikel 12a betroffen, der im Verteidigungsfall sowie dem Spannungsfall die Berufsfreiheit erheblich einschränkt.
Absatz eins regelt den Wehrdienst und gilt auch im Frieden. Absatz 2 des Art. 12a GG enthält das bereits 1956 eingeführte Recht, den Kriegsdienst zu verweigern sowie das so notwendig gewordene Surrogat des Wehrdienstes, den Zivildienst – in der Vergangenheit Ersatzdienst genannt. 
Während die beiden ersten Absätze bereits im Frieden gelten, dürfen die folgenden vier Absätze nur im äußeren Notstand angewendet werden. Absatz 3 regelt die zwangsweise Verpflichtung für Aufgaben im Umfeld von Streitkräften oder Polizei, zum Beispiel für wehruntauglicher Männer. Absatz vier schuf für Frauen eine neue Einschränkung der Berufsfreiheit, siehe die Gegenüberstellung von alter und neuer Fassung in nachstehender Tabelle.
| Art. 12 II Satz 1 GG von 1956–68                                                                            | Art. 12a IV 4 Satz 1 GG seit 1968 |
| --- | --- |
| „Frauen dürfen nicht zu einer Dienstleistung im Verband der Streitkräfte durch Gesetz verpflichtet werden.“ | „Kann im Verteidigungsfalle der Bedarf an zivilen Dienstleistungen im zivilen Sanitäts- und Heilwesen […] nicht auf freiwilliger Grundlage gedeckt werden, so können Frauen […] durch Gesetz […] zu derartigen Dienstleistungen herangezogen werden.“ |

Absatz 6 ist eine sehr einschneidende Einschränkung und kann das Recht zur Kündigung des Arbeitsplatzes aufheben (Gesetz zur Sicherstellung der Arbeit).

### Widerstandsrecht und Schutz von Arbeitskämpfen
Um der Kritik am Gesetz zu begegnen, wurde auf Drängen der Gewerkschaften das Recht auf Streik und den Widerstand im Grundgesetz garantiert. Hierfür erhielt Artikel 20 einen neuen Absatz vier als Recht auf Widerstand gegen jeden Versuch, einen autoritären Staat zu errichten.
Zum Schutz der gewerkschaftlichen Betätigung bietet der neue Artikel 9 Abs. 3 Satz 3 auch im Notstand das Recht, eben diese Vereinigungen für Arbeitnehmer zu bilden.

### Änderungen der Artikel 143, 12a und 73

#### Artikel 143 GG zuminnerenundKatastrophennotstand
Der erst 1956 wieder eingeführte und dann 1968 zum zweiten Mal gestrichene  Artikel 143 lautete in der Fassung von 1956: „Die Voraussetzungen, unter denen es zulässig wird, die Streitkräfte im Falle eines inneren Notstandes in Anspruch zu nehmen, können nur durch ein Gesetz geregelt werden, das die Erfordernisse des Artikels 79 erfüllt.“
Damit betrifft diese Streichung eindeutig den ‚inneren Notstand‘; stattdessen wurde dann 1968 Artikel 87a Absatz 4 (qualifizierter ‚innerer Notstand‘) in das Grundgesetz eingefügt. Die Änderung steht aber auch in einem – unklaren – Zusammenhang mit dem ‚Katastrophennotstand‘. Denn es stellt sich die Frage, ob Artikel 143 alte Fassung jeden notständischen Bundeswehr-Einsatz im Inneren von einem „Gesetz […], das die Erfordernisse des Artikels 79 erfüllt“, abhängig machte oder aber Bundeswehr-Einsätze bei ‚Katastrophennotstände‘ vor 1968 durch einfaches Bundesgesetz hätten zugelassen werden können (was dann im Rahmen der Notstandsgesetze aber durch die Einfügungen in Artikel 35 erfolgte). Egal, ob diese Frage im ersteren oder letzteren Sinne beantwortet wird, steht also die Streichung von Artikel 143 also auch in einem – wenn auch unklaren – Zusammenhang mit dem ‚Katastrophennotstand‘.

#### Streichung in Artikel 73 GG
Die Streichung in Artikel 73 betrifft ebenfalls ‚äußeren Notstand‘ und den Frieden. Das entsprechende gilt für die 1968 in Artikel 73 Nr. 1 GG gestrichenen Wörter „der Wehrpflicht für Männer vom vollendeten achtzehnten Lebensjahr an. Auch dieser Artikel legte für die Wehrpflicht nicht eine gesonderte Art von Notstand fest, sondern gilt schon in der Friedenszeit.

### Zusammenfassung der Änderungen im GG

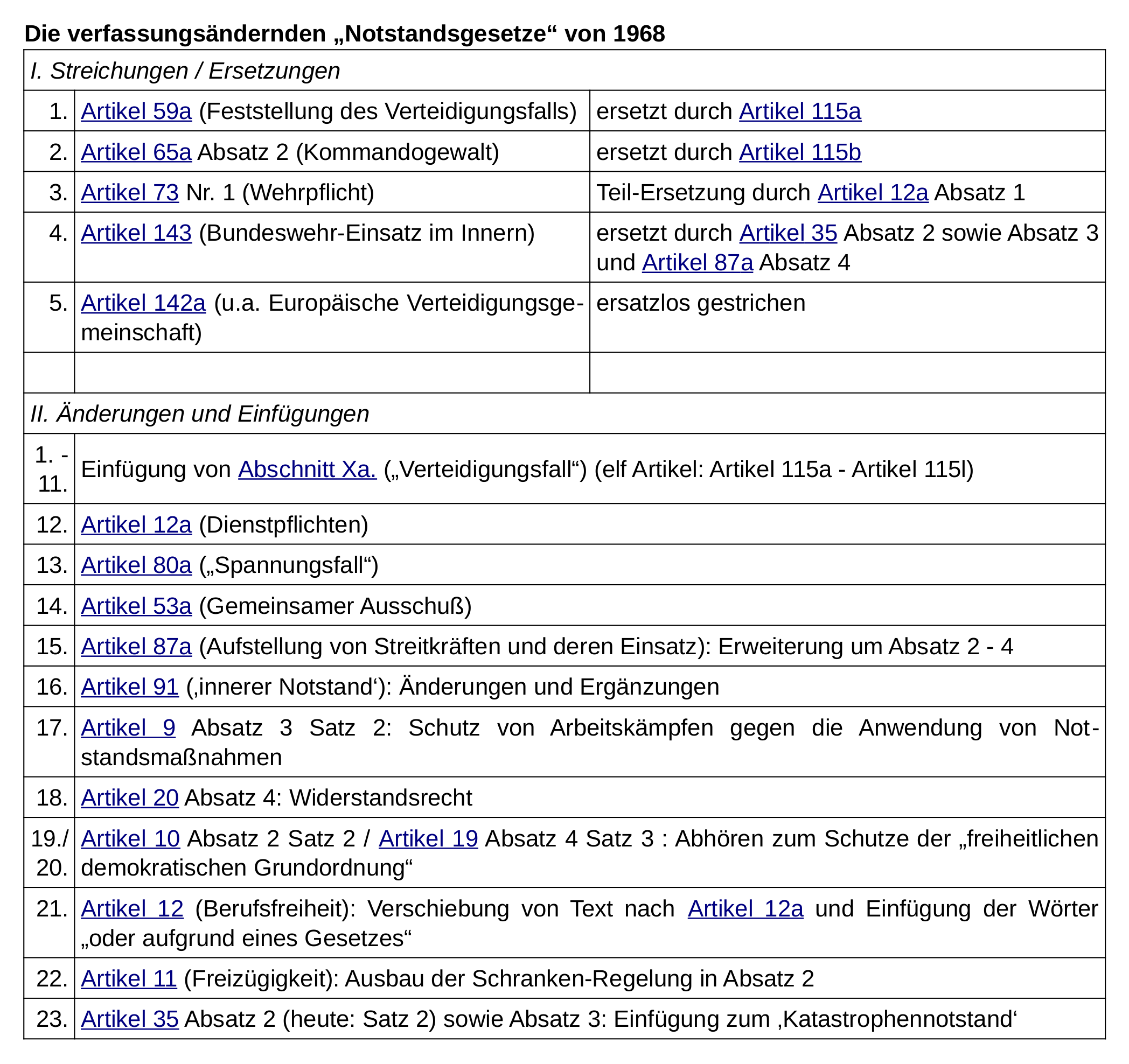
Die verfassungsändernden „Notstandsgesetze“ von 1968

Das Grundgesetz hatte zum Zeitpunkt seiner ersten Verabschiedung 146 Artikel, bis zum Jahr 1969 wuchs es auf 158 Artikel an. Die Notstandsgesetze betrafen 28 Artikel des Grundgesetzes – bestehende, neue oder wegfallende. Die Änderungen bilden die folgenden Gruppen:
Neueinfügungen (14 Artikel)
Es umfasst insbesondere den neuen Abschnitt Xa mit elf neuen Artikeln sowie die Artikel 12a zu den Einschränkungen der Berufsfreiheit, Artikel 80a zum Spannungsfall und Artikel 53a zum Gemeinsamen Ausschuss.
Ergänzungen (9 Artikel)
Das sind Umformulierungen, Ergänzungen oder Streichungen innerhalb von bereits vorhandenen gewesenen Artikeln und betrifft:
- die Aufstellung von Streitkräften und ihr Einsatz in Artikel 87a plus Absatz 2–4)
- Arbeitskämpfen gegen die Anwendung von Notstandsmaßnahmen in Artikel 9 Absatz 3 plus Satz 3,
- Widerstandsrecht in Artikel 20 plus Absatz 4,
- Parlamentsorgan statt Gerichte bei Verletzung von Grundrechten, betrifft zwei Vorschriften im GG: Artikel 10 Absatz 2 plus Satz 2, in Artikel 19 Absatz 4 plus Satz 3 und in Artikel 10 Absatz 2 plus Satz 2,
- Hilfe bei Naturkatastrophen in Artikel 35 plus Absatz 2, heute: Satz 2 und
- Katastrophennotstand in Artikel 35 plus Absatz 3.

Systematische Ersetzungen (4 Artikel)
Dies betrifft insbesondere Regelungen, die in früherer Fassung bereits bestanden, deren Inhalt und Platz als Folge der Notstandsgesetze im GG aber anzupassen war. Dies betrifft:
die Feststellung des Verteidigungsfalls, alt Artikel 59a und neu Artikel 115,
- die Befehls- und Kommandogewalt, alt Artikel 65a II und neu Artikel 115b,
- die Wehrpflicht, alt Artikel 73 Nr. 1, zum Teil neu in Artikel 12a Absatz 1,
- der Bundeswehr-Einsatz im Innern, alt Artikel 143 und neu mit erheblichen Änderungen Artikel 35 Absatz 2 mit späteren Änderungen, insbesondere aus dem Jahr 1972.

Umformulierungen (3 Artikel)
Das sind die folgenden Ergänzungen oder Kürzungen nachstehender Artikel:
- der innere Notstand in Artikel 91 mit Änderungen und Ergänzungen,
- die Berufsfreiheit in Artikel 12 mit insbesondere der Verschiebung von Text nach Artikel 12a und
- die Freizügigkeit in Artikel 11 mit Erweiterung der Einschränkungen in Absatz 2.

Aufhebungen (1 Artikel)
Artikel 142a wurde als historisch überholt ersatzlos gestrichen. Er wurde 1954 ins Grundgesetz aufgenommen und betraf die nicht zustande gekommene EVG.
Nach der Systematik der Formen des Notstandes ergibt sich die nachstehende Statistik:
Äußerer Notstand (16 Artikel)
Das umfasst die elf Artikel des neuen Abschnittes Xa, zum Gemeinsamen Ausschuss in (Artikel 53a), den Spannungsfall (Artikel 80a), die Feststellung des Verteidigungsfalles (Artikel 59a) und die Befehls- und Kommandogewalt (Artikel 65a).
Innerer Notstand (2 Artikel)
Das betrifft den Einsatz der Polizei (Artikel 91) sowie den Einsatz der Bundeswehr (Artikel 87a).
Katastrophennotstand (1 Artikel)
Das ist in Artikel 35 GG geregelt.
Andere Fallgruppen
Sie umfassen
- Grundrechtseinschränkungen (Artikel 10, 11, 12 und 19),
- das Widerstandsrecht in Artikel 20, Absatz 4 und den Schutz von Arbeitskämpfen vor Notstandsmaßnahmen in Artikel 9 Absatz 3 Satz 3 und
- weitere diverse sonstige sog. Notstands-Arten insbesondere in Artikel 87a.

## Kernbegriffe mit Gesetzesmaterial

### „Drohende Gefahr“
Der Begriff der „drohenden Gefahr“, der in den geänderten Fassungen von Artikel 11 zur Freizügigkeit und 87a Absatz 4 zum sog. qualifizierten innerer Notstand sowie in der alten und neuen Fassung von Artikel 91, wird in einem Gutachten des Wissenschaftlichen Dienstes (WD) des Deutschen Bundestages wie folgt erläutert:

„Auch im Grundgesetz (GG) wird der Begriff der 'drohenden Gefahr' verwendet. […] Art. 11 Abs. 2 GG erlaubt die Einschränkung des Rechts auf Freizügigkeit […] Der Begriff der 'drohenden Gefahr' wird dabei im Grundgesetz wie der Begriff der 'konkreten Gefahr' im Polizeirecht verstanden. Eine Gefahr für den Bestand oder die freiheitliche demokratische Grundordnung des Bundes oder eines Landes droht also dann, wenn tatsächlich eine gravierende und nachhaltige Beeinträchtigung eines der Schutzgüter zu befürchten ist.“

### „Freiheitliche demokratische Grundordnung“
Der Begriff kommt in den „Notstandsgesetzen“ vor, wird im Grundgesetz selbst nicht definiert. Das sind die Artikel 10, 11, 87a (jeweils in der geänderten Fassung) und 91 (in der alten und neuen Fassung). Das Bundesverfassungsgericht hat sich zur Definition dieses Ausdrucks bisher nur im Rahmen von Parteiverbots-Verfahren gemäß Artikel 21 (wo der Terminus – unter anderem – ebenfalls vorkommt) geäußert.

### Ausprägungen des Notstandes
Für den Notstand werden mehrere Begriffe verwendet: einfacher versus qualifizierter Notstand, regionaler oder überregionaler beziehungsweise innerer Notstand. Die Begriffe kommen im Grundgesetz selbst nicht vor, sondern ausschließlich in den Gesetzesmaterialien sowie in der Rechtsprechung und Lehre. Das Grundgesetz unterscheidet die folgenden Fallgruppen:
regionaler Notstand
Ihn versteht Artikel 91 Absatz 1 als einfachen inneren Notstand und definiert ihn als „drohende Gefahr für den Bestand oder die freiheitliche demokratische Grundordnung des Bundes oder eines Landes“,
überregionaler Notstand
Ihn versteht Artikel 91 Absatz 2 als einen überregionalen inneren Notstand und definiert ihn für den Fall „wenn das Land, in dem die Gefahr droht, nicht selbst zur Bekämpfung der Gefahr bereit oder in der Lage ist“,
qualifizierter Notstand
Artikel 87a Absatz 4 setzt die folgende Bedingung dafür voraus: „wenn die Voraussetzungen des Artikels 91 Abs. 2 vorliegen und die Polizeikräfte sowie der Bundesgrenzschutz nicht ausreichen“.

## Entstehungsgeschichte

### Verfassungsdiskussionen

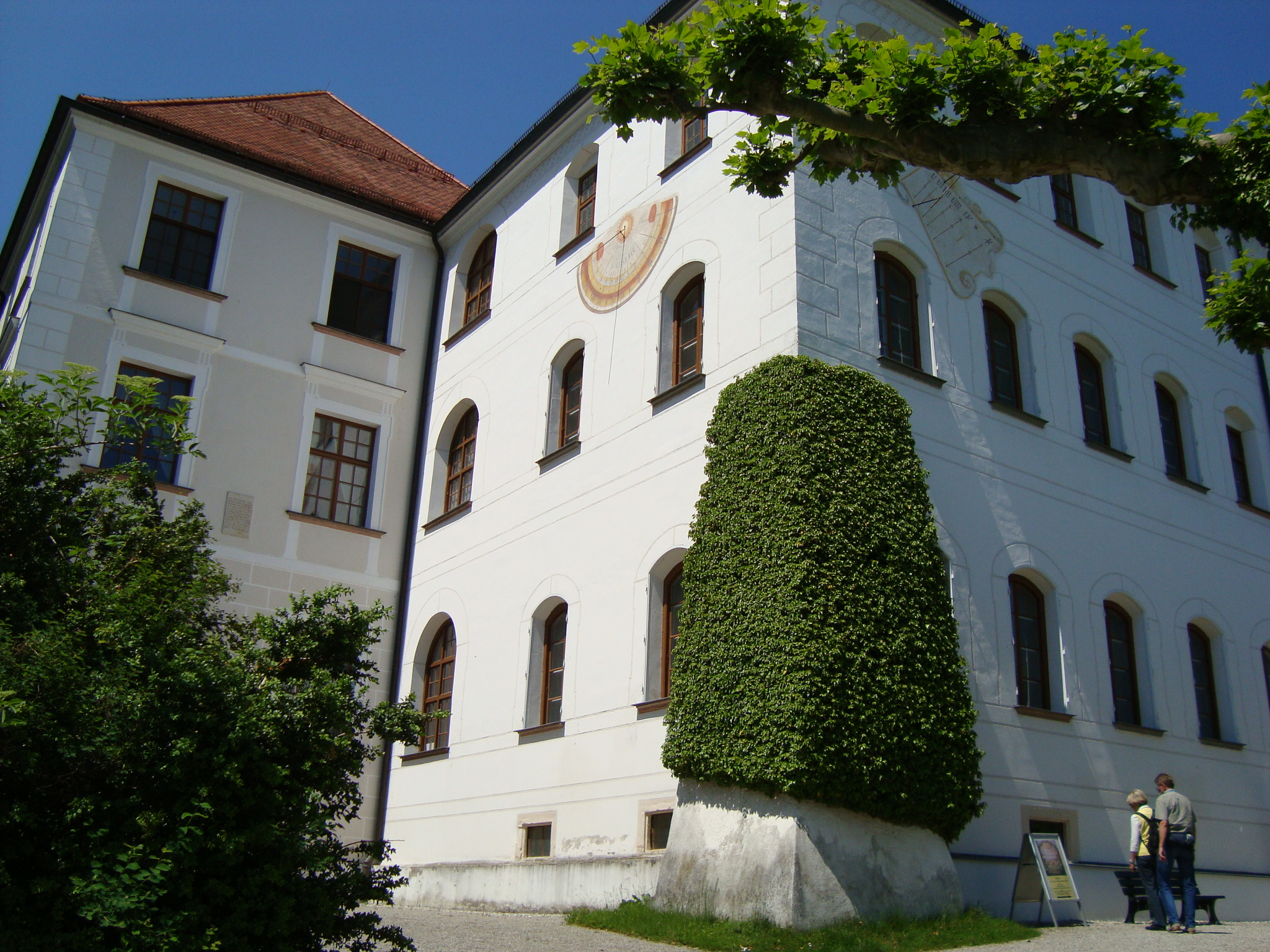
Im Alten Schloss auf Herrenchiemsee wurde 1948 ein Entwurf für das im folgenden Jahre verabschiedete Grundgesetz erarbeitet

Ursprünglich hatte der – vom Verfassungskonvent auf Herrenchiemsee im August 1948 ausgearbeitete – Entwurf für das Grundgesetz ein exekutives Notverordnungsrecht (inklusive Grundrechtssuspendierung) enthalten, was sich an die entsprechende Regelung in der Weimarer Verfassung von 1919 anlehnte. Danach sollte im Fall eines Notstands die Bundesregierung bzw. die betroffene Landesregierung das Recht erhalten, Notverordnungen zu erlassen und Grundrechte außer Kraft zu setzen. Auch Bundesexekutionen gegen Bundesländer, die ihren Pflichten nicht nachkamen, waren vorgesehen, wie sie die Weimarer Verfassung als Reichsexekution gekannt hatte. Die Entscheidung darüber sollte aber nicht wie in der Weimarer Republik dem Staatsoberhaupt, sondern der Bundesregierung obliegen, die dabei aber der Zustimmung des Bundesrats bedurfte. Diese sehr weitgehenden Exekutivrechte übernahm der Parlamentarische Rat auf Grund der schlechten Erfahrungen mit Artikel 48 der Weimarer Verfassung so nicht ins Grundgesetz. 1954 wurde dadurch, dass dem Bund die Gesetzgebungszuständigkeit für Verteidigungsfragen und die Möglichkeit geschaffen worden war, eine Wehrpflicht einzuführen, der Schutz gegen einen etwaigen militärischen Angriff ermöglicht; 1956 kam die sogenannte Wehrverfassung hinzu.

### Entwürfe

#### 1950er Jahre bis 1965

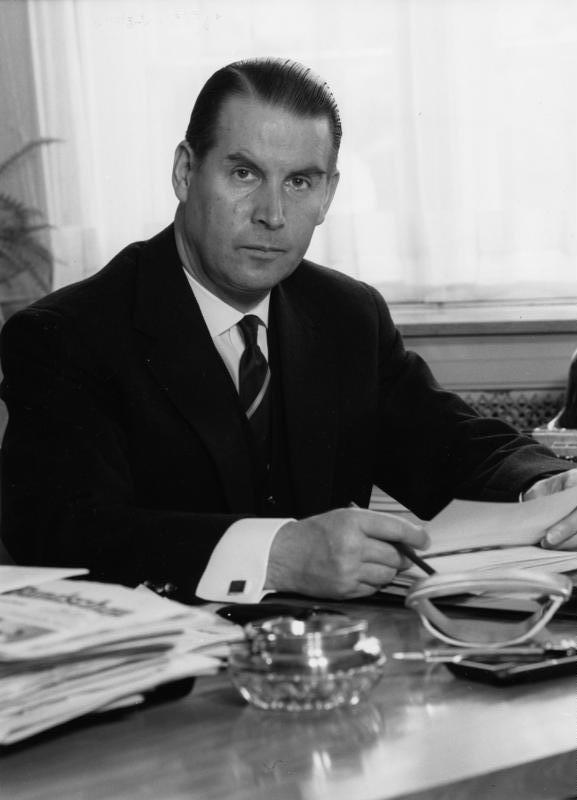
Innenminister Gerhard Schröder (CDU), Foto von 1960

Die ersten Pläne für Notstandsgesetze wurden bereits 1956 vom Bundesinnenministerium (BMI) vorgelegt, es folgten eine Reihe von Entwürfen in den Jahren 1958, 1960, 1963, 1965 und schließlich 1967, dem sogenannten Lücke-Entwurf.
Erstentwurf
Auf einer Tagung der Gewerkschaft der Polizei am 30. Oktober 1958 erläuterte er die Grundzüge seiner Notstandsregelung. Der Entwurf von 1958 umfasste zehn Artikel und war Gegenstand der Abstimmung der Ministerpräsidenten mit dem Bundeskanzler im Dezember 1958 und Januar 1959
Schröder-Entwurf
Er ist nach dem gleichnamigen Politiker aus der CDU und damaligen Innenminister benannt. Er wurde als Drucksache Nummer 1800 der dritten Wahlperiode in den Bundestag eingebracht.
Höcherl-Entwurf
Dieser Entwurf, die Bundestags-Drucksache IV/891, wurde 1963 nach dem nachfolgenden Bundesinnenminister Hermann Höcherl (CSU) benannt.
Benda-Entwurf
Er stammt aus dem Jahre 1965 als Ergebnis weiterer Ausschussberatungen zum Entwurf von 1963. Ernst Benda (CDU) war damals Berichterstatter des Rechtsausschusses des Bundestages für diesen Gesetzentwurf.
Insbesondere die Entwürfe bis 1965 sahen eine Ausweitung der Macht der Exekutive vor und fanden nicht die notwendige Mehrheit im Parlament. Die folgenden Entwürfe stärkten die Rechte des Bundestages sowie des Bundesverfassungsgerichts zu Lasten etwaiger Sondervollmachten der Exekutive. Die endgültige Fassung verbietet Neuwahlen sowie die Auflösung des Bundestages und sieht so die stete Kontrolle der Exekutive im Notstand vor. Unbeeindruckt vom engen Austausch der SPD mit dem BMI schon seit 1962 lehnte die SPD bis 1965 im Bundestag jede Gesetzgebung dazu ab.

#### Große Koalition und Plenardebatte 1968
Der Entwurf von 1967 ist nach Paul Lücke (CDU), Nachfolger Höcherls und Vorgänger Bendas, benannt und wurde als Drucksache V/1879 in den Bundestag eingebracht. Die Große Koalition von 1966 bis 1969 aus CDU/CSU und SPD unter Kanzler Kiesinger (CDU) verfügte über die notwendige Zweidrittelmehrheit und sah die Notstandsgesetze als notwendig an. Vizekanzler Willy Brandt (SPD) bezeichnete die Notstandsgesetze als erforderliche Vorsorgegesetzgebung, übereinstimmend mit Bundeskanzler Kurt Georg Kiesinger (CDU). Die Begründungen der beiden Politiker in der Sitzung des Deutschen Bundestag vom 30. Mai 1968 lauten wie folgt

„Ich …kann gar nicht darüber diskutieren, ob eine Vorsorgegesetzgebung erforderlich ist… Darüber ist in der Bundesrepublik lange und heftig gestritten worden. Die Tiefe und die Leidenschaftlichkeit der Auseinandersetzungen… haben gezeigt, wie empfindlich das demokratische Wesen reagiert.“

„Es ist nicht wahr, daß diese Entwürfe dem Geist und Sinn des Grundgesetzes widersprächen. Wahr ist vielmehr, daß sie eine notwendige Ergänzung des Grundgesetzes aus seinem Geist und Sinn darstellen.“

Kanzler Kiesinger und Vizekanzler Brand verteidigten die Gesetzgebung gegenüber dem zivilgesellschaftlichen Widerstand in folgendem Wortlaut:

„Ich bin davon überzeugt, daß jeder auch nur entfernt ausdenkbare Versuch zu einem Mißbrauch der Notstandsgesetze auf unseren leidenschaftlichen Widerstand stoßen würde. […] Wer einmal mit dem Notstand spielen sollte, um die Freiheit einzuschränken, wird meine Freunde und mich auf den Barrikaden zur Verteidigung der Demokratie finden, und dies ist ganz wörtlich gemeint.“

„Nicht eine politische oder militärische Diktatur, sondern ihre Verhinderung auch für den Fall der äußeren Gefahr ist doch das Ziel dieser Gesetze!“

Einen weiteren zentralen Sinn der Notstandsgesetze hat die Debatte allenfalls am Rande thematisiert: dass die deutsche Demokratie im Falle eines überraschenden Krieges oder einer schweren Krise die Möglichkeit hat, die Katastrophe abzuwehren und anschließend zur alten verfassungsmäßigen Ordnung im Sinne des status quo ante bellum zurückzukehren – eine im Ersten und Zweiten Weltkrieg mit Erfolg gelebte Verfassungspraxis in historisch gefestigten Demokratien wie den USA und dem Vereinigten Königreich.

#### Sonderheiten zum Begriff „Notstand“
Während im Gesetzentwurf von 1960 zwar noch von „Ausnahmezustand“ – unter anderem als Überschrift eines neu einzufügenden Abschnittes X.a – die Rede war, kamen das Wort „Notstand“ – und Komposita mit „Notstand‑“ – in diesem und den späteren Entwürfen immer nur in den erläuternden und begründenden Ausführungen, aber nie im vorgeschlagenen Gesetzestext vor. Auch in der schließlich verabschiedeten Fassung kam das Wort nicht vor. Auch in der heutigen Fassung des Grundgesetzes kommt „Notstand“ bzw. ein Kompositum mit „-notstand-“ nur in zwei Artikeln vor, die beide aber nichts mit den Notstandsgesetzen zu tun haben.

### Zivilgesellschaftliche Kritik
Die mit äußerster Härte und Verbitterung geführte öffentliche Auseinandersetzung war einer der wesentlichsten Reifungsprozesse der Bundesrepublik Deutschland in der nahen Zeit nach dem Zweiten Weltkrieg. Sie erklärt sich unter anderem zur historischen Nachbarschaft zum vorangegangenen nationalsozialistischen Staat und dessen Nachwehen. In diesem Umfeld hatte die Bevölkerung die Angst, die Notstandsgesetze seien ein neues Ermächtigungsgesetz.

#### Kontinuitäten zum Nationalsozialismus

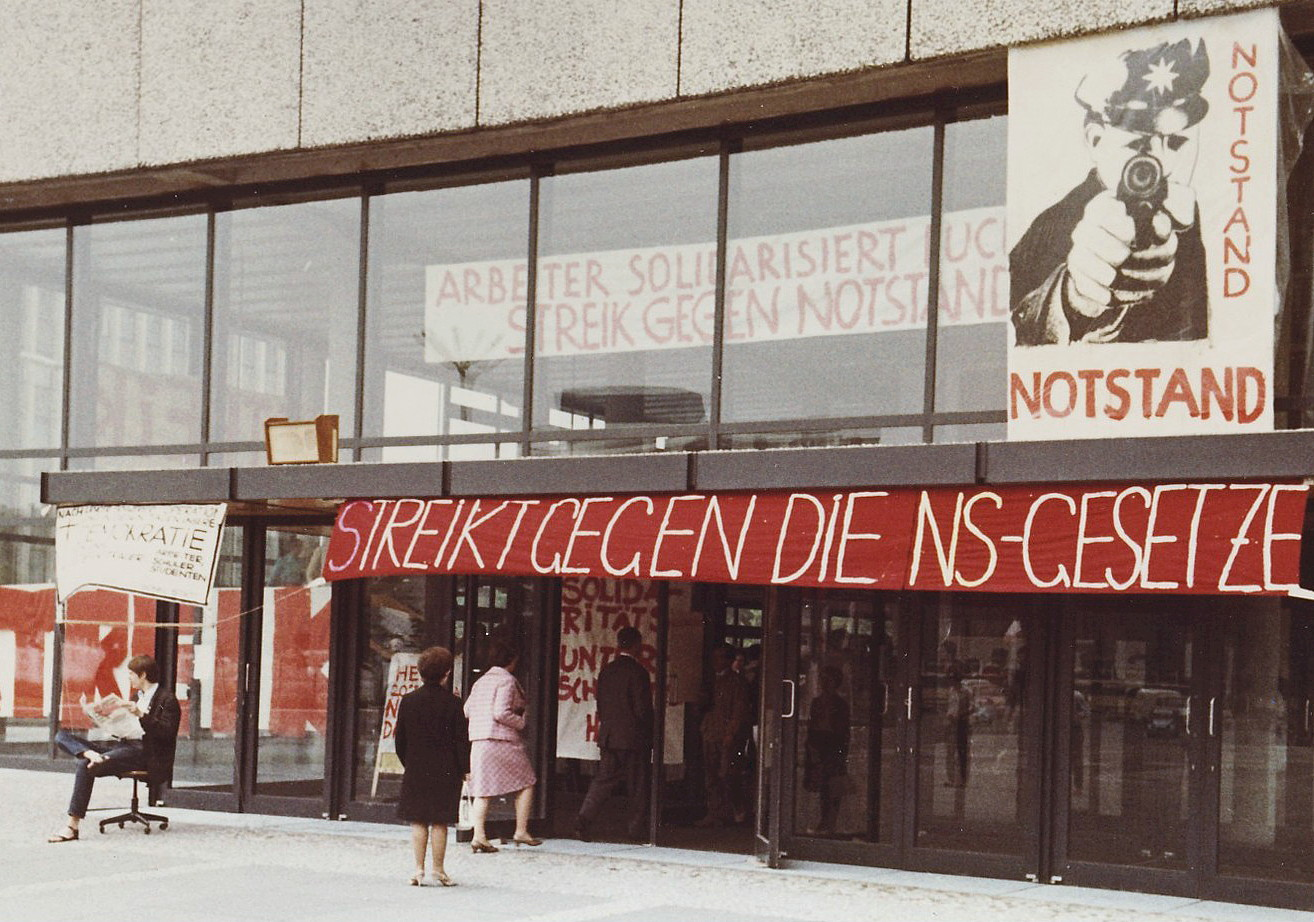
Protest gegen die Notstandsgesetze, TU Berlin, Mai 1968

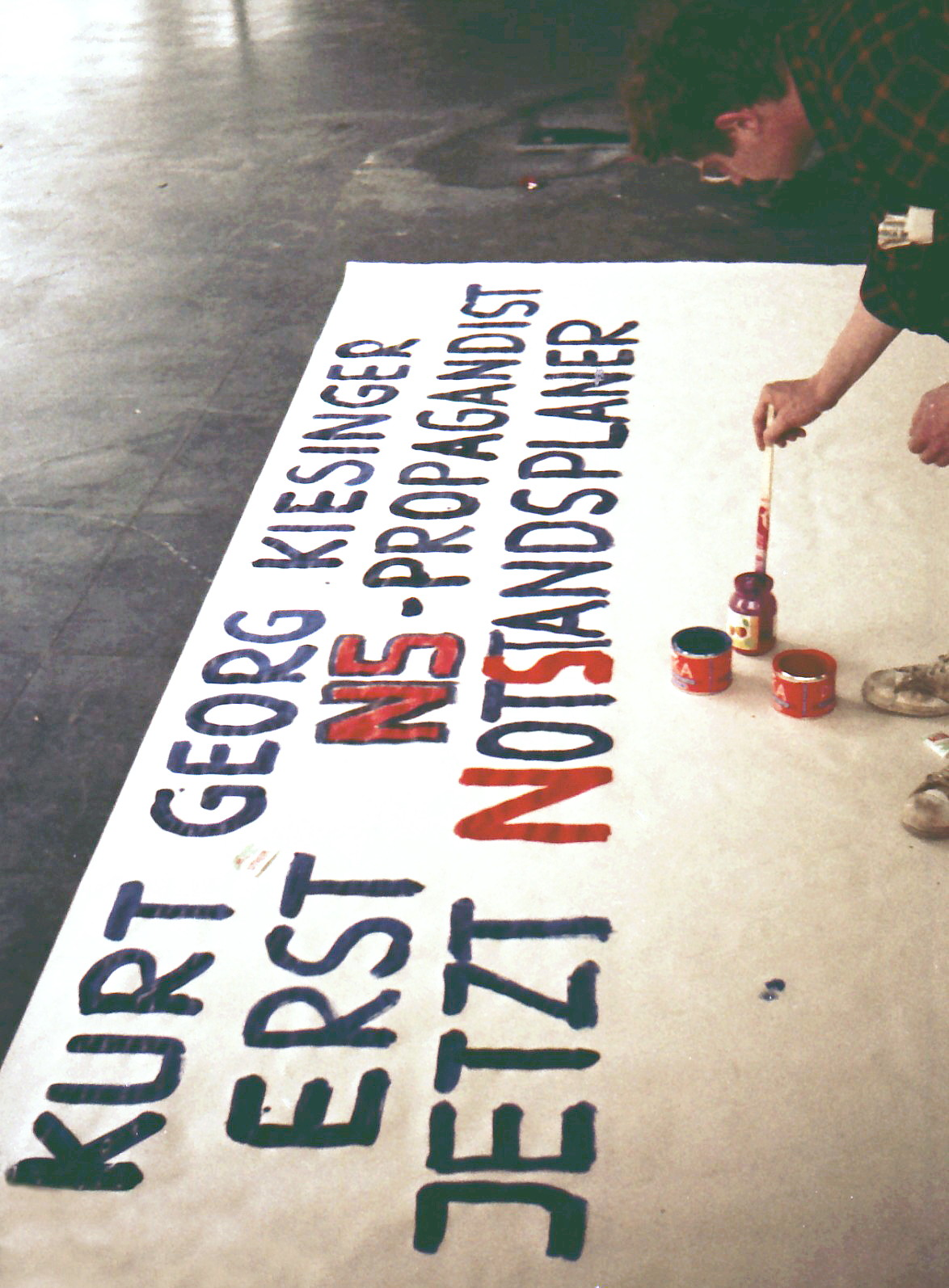
TU Berlin: Transparent gegen die Notstandsgesetze

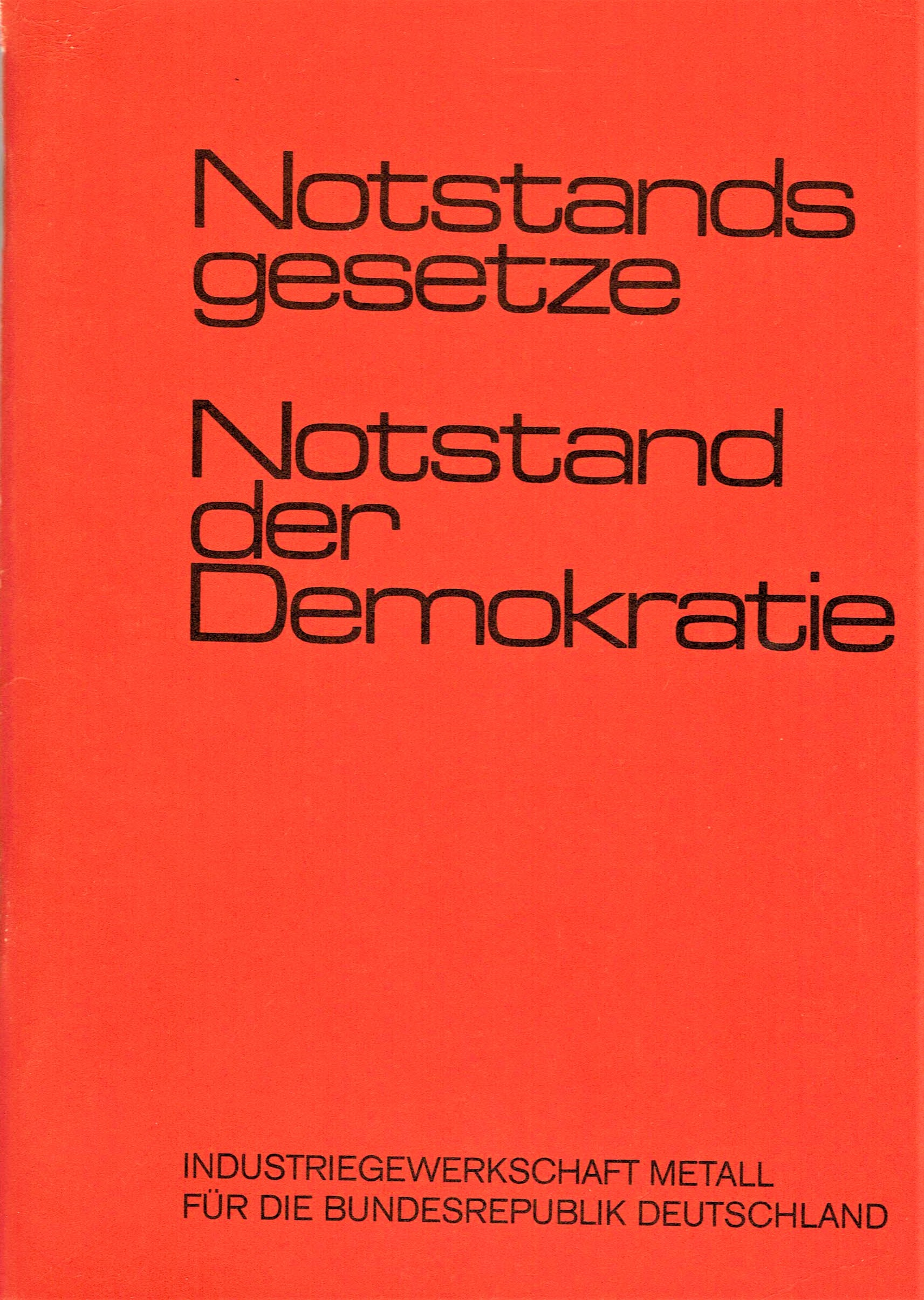
Informationsbroschüre der IG Metall zu den Notstandsgesetzen

1960 begann man sich öffentlich gewahr zu werden, dass viele Beamte in leitender Position bereits im nationalsozialistischen Staat an gleicher oder ähnlicher Stelle gedient haben. Ein prominentes Beispiel war der Politiker Schröder, nicht identisch mit dem gleichnamigen späteren Bundeskanzler. Statistiken zufolge waren etwa zwei Drittel der leitenden Beamten des Bundesinnenministeriums Mitglieder der NSDAP, ohne Untersuchung des Parteiranges der Betroffenen. Mangels Erfahrung mit zivilgesellschaftlichem Protest existierten in der höheren Beamtenschaft tiefsitzende Ängste vor Straßenprotesten als einer unmittelbaren Gefahr für den Staat und die öffentliche Ordnung. Zum Teil ist deren Ablehnung als Lehre aus dem Chaos der Weimarer Zeit entschuldbar, nicht aber die Hauptmotivation: die innere Gleichsetzung des Protests als Aufruhr und die rückwärtsgewandte Sehnsucht nach einer Ordnung des autoritären Staates. Nach dessen Logik wäre gegen Straßenproteste nicht nur polizeilich vorzugehen, sondern sie seien auch mit militärischer Gewalt durch die Bundeswehr niederzuschlagen.

#### Gewerkschaftlicher und linker Protest
In Sorge vor der Rückkehr zu einem autoritären Machtstaat opponierten vor allem Gewerkschaften, FDP, das Kuratorium „Notstand der Demokratie“ und besonders die Westdeutsche Studentenbewegung der 1960er Jahre mit SDS und LSD gegen die auf parlamentarische Weise nicht verhinderbaren Pläne. Über das Verhältnis der studentischen und gewerkschaftlichen Protestteile zueinander heißt es auf der Webseite der Bundeszentrale für politische Bildung:

„… die federführende Rolle… hatten vor allem die Gewerkschaften und insbesondere die IG Metall… Die Studierenden sorgten mit.. Sit-ins und Teach-ins… für eine enorme Präsenz in den Medien…“

Infolgedessen kam es am 11. Mai 1968 zu zwei getrennten Demonstrationen in Bonn und Dortmund:
- In einem Sternmarsch nach Bonn demonstrierten am 11. Mai 1968 Zehntausende[111] weitgehend friedlich gegen die Notstandsgesetze, die sie als nicht hinnehmbare Eingriffsmöglichkeit der Staatsorgane in die Grundrechte ansahen und die von ihnen abgelehnt wurden.[112] Den Sternmarsch hatten das Kuratorium „Notstand der Demokratie“,[113] das schon 1966 in Frankfurt am Main einen Kongress zu den Notstandsgesetzen veranstaltet hatte, und die Kampagne für Demokratie und Abrüstung organisiert.[114]
- Am selben Tag kamen zu einer separaten Kundgebung des DGB 15.000 Menschen nach Dortmund.[115]

### Abstimmungsergebnis und Gegen-Entwurf der FDP
Bei der Abstimmung im Bundestag am 30. Mai 1968 votierten von den 496 voll stimmberechtigten Bundestagsabgeordneten und 22 beratenden West-Berliner Abgeordneten
- 384 (darunter Herwart Miessner als einziger FDP-Abgeordneter) + 20 West-Berliner Abgeordnete für den Gesetzentwurf
- 100 Abgeordnete (davon 53 der [insgesamt 202] SPD-Abgeordneten und 46 der [insgesamt 48] FDP-Abgeordneten sowie Max Schulze-Vorberg [CSU]) + 1 West-Berliner Abgeordneter (William Borm [FDP]) dagegen;[116]
- 1 Abgeordneter (Günther Müller [SPD]) + 1 West-Berliner Abgeordneter (Franz Neumann [ebenfalls SPD]) enthielten sich,[117]
- was heißt, dass 11 Abgeordnete sich an der Abstimmung nicht beteiligten.

Basis für die Haltung der FDP war ihr 1967 verabschiedetes Aktionsprogramm mit dem Titel Ziele des Fortschritts. Nach dessen Wortlaut fordert die Partei unter anderem die Eingrenzung der Notgesetzgebung auf den Verteidigungsfall und mit deutlich weniger einschneidenden Änderungen des Grundgesetzes zum Nachteil des Bundestages.
Darauf aufbauend legte die FDP einen eigenen Gesetzentwurf zur „Sicherung der rechtsstaatlichen Ordnung im Verteidigungsfall“ (Bundestags-Drucksache V/2130) vor, Er wurde in nicht-namentlicher Abstimmung und ohne detaillierte Zählung der Stimmen abgelehnt. Der FDP-Entwurf sah zwar Änderungen von Artikel 12 (Berufsfreiheit), aber – anders als die verabschiedete Fassung – keine Änderung von Artikel 10 (Brief- sowie Post- und Fernmeldegeheimnis) und Artikel 11 (Freizügigkeit) vor. Auch Bestimmungen zum inneren und zum Katastrophennotstand waren nicht enthalten.

### Alliierte Vorbehaltsrechte
Für die Verabschiedung der Notstandsgesetze wurde in der damaligen Diskussion das Bestreben, die Souveränität der Bundesrepublik auszuweiten und die alliierten Rechte einzugrenzen, geltend gemacht:

„Die Ergänzung des Grundgesetzes ist nicht zuletzt auch deshalb erforderlich, damit das immer noch aus der Zeit des Besatzungsrechts fortgeltende Notstandsrecht der Drei Mächte durch eine in die deutsche Verfassungsrechtsordnung eingefügte Regelung ersetzt wird.“

„…Unsere Bundesrepublik ist erwachsen genug, um die Ordnung ihrer inneren Angelegenheiten ohne Einschränkung in die eigenen Hände zu nehmen; […].“

Artikel 5 Absatz 2 Satz 1 des sog. Deutschlandvertrages bestimmte, dass die alliierten Vorbehaltsrechte insoweit erlöschen:
Wenige Tage vor Verabschiedung der grundgesetzändernden Notstandsbestimmungen – nämlich am 27. Mai 1968 – erklärte die Botschaft der USA ihr grundsätzliches Einverständnis wie folgt:
Entsprechende Erklärungen gaben auch die britische und die französische Botschaft ab. Die übrigen Sonderrechte der Westmächte aus dem Deutschlandvertrag endeten allerdings endgültig erst 1991 nach der Ratifikation des Zwei-plus-Vier-Vertrags, der wegen der Wiedervereinigung nötig wurde, nachdem sie bereits zum 3. Oktober 1990 suspendiert worden waren.

### Bis 1968
- Der permanente Notstand. Memorandum im Auftrag der VDW zusammengestellt von Helmut K. J. Ridder und Ekkehart Stein, Vandenhoeck & Ruprecht: 1. Auflage, Göttingen 1963 (?)[129], 2. Auflage: (ebenfalls?) 1963;[130] 3. Auflage: 1964[131]) (jeweils 60 Seiten); neu gedruckt in: Helmut Ridder, Gesammelte Schriften hrsg. von Dieter Deiseroth / Peter Derleder / Christoph Koch / Frank-Walter Steinmeier. Nomos, Baden-Baden 2010, S. 563–596 (?)[132] (laut Rudolf Kienast[133] handelt es sich um die „einzige Gesamtdarstellung der einfachen Notstandsgesetze“).
- Rudolf Kienast
  - Notstandsverfassung und Grundgesetz. In: Das Argument, Heft 25, 1963 (http://inkrit.de/mediadaten/archivargument/DA025/DA025.pdf), S. 44–52.
  - Notstandsverfassung und Grundgesetz (II). Vom Schröder- zum Höcherl-Entwurf 1960–63, in: ebd. Heft 27, 1963 (http://inkrit.de/mediadaten/archivargument/DA027/DA027.pdf), S. 28–39.
  - Notstandsverfassung und Grundgesetz (III). Die Auswirkung der Notstandsgesetze auf die Gesamtstruktur der Verfassung, in: ebd. Heft 30, 1964 (http://www.neu.inkrit.de/mediadaten/archivargument/DA030/DA030.pdf), S. 159–167.
- Dieter Sterzel (Hrsg.): Kritik der Notstandsgesetze – Mit dem Text der Notstandsverfassung. edition suhrkamp 321, Frankfurt am Main 1968.

### Nach 1968
- Falco Werkentin: Die Restauration der deutschen Polizei. Innere Rüstung von 1945 bis zur Notstandsgesetzgebung. Campus-Verlag, Frankfurt am Main 1984, ISBN 3-593-33426-7.
- Michael Schneider: Demokratie in Gefahr? Der Konflikt um die Notstandsgesetze: Sozialdemokratie, Gewerkschaften und intellektueller Protest (1958–1968). Bonn 1986.
- Boris Spernol: Notstand der Demokratie. Der Protest gegen die Notstandsgesetze und die Frage der NS-Vergangenheit. Klartext, Essen 2008, ISBN 978-3-89861-962-2.
- Martin Diebel: »Die Stunde der Exekutive«. Das Bundesinnenministerium im Konflikt um die Notstandsgesetzgebung 1949–1968. Wallstein, Göttingen 2019, ISBN 978-3-8353-3461-8.